# Enchiridion (Théodore Philippe)
Pour les articles homonymes, voir Enchiridion.

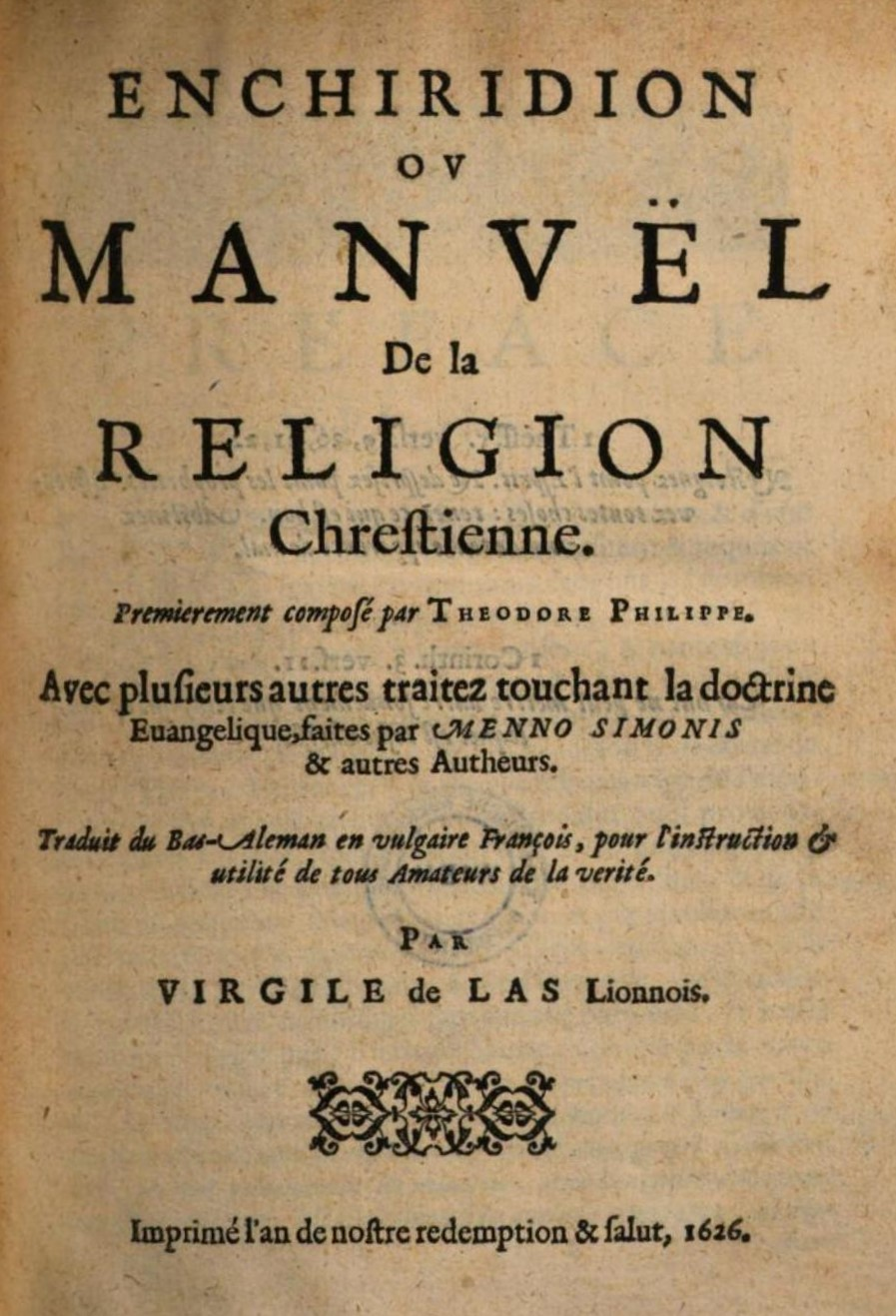
Première page de l'Enchiridion en français (1626)

L'Enchiridion, ou Manuel de la religion chrétienne est une somme des œuvres de Théodore Philippe. L'Enchiridion (première édition néerlandaise, 1564) a connu de nombreuses éditions en néerlandais, langue dans laquelle il avait été écrit et publié à l'origine et plus tard en français (1626) ainsi qu'en allemand (1715) et en anglais (1910). 

## Histoire et contenu
À la fin de sa vie, Théodore Philippe a rassemblé ses écrits publiés, dont plusieurs existent encore dans leurs différentes éditions, et les a publiés en un seul volume. Il s'agit de l'Enchiridion oft Hantboecxken van de Christelijcke Leere (1564). Le « petit » manuel (il contient près de 650 pages) contient les onze traités suivants : Confession de foi, Concernant l'incarnation, Concernant la vraie connaissance de Jésus-Christ, Apologie, L'appel du prédicateur, Admonition aimante (sur l'évitement des excommuniés), Concernant la vraie connaissance de Dieu, Exposition du tabernacle de Moïse, Concernant la nouvelle naissance, Concernant la restauration spirituelle, Trois admonitions approfondies, ainsi que cinq lettres et une Table des matières.
L'Enchiridion conserve son influence surtout auprès des groupes anabaptistes conservateurs, notamment les Amish et certains groupes mennonites, qui citent sa clarté sur les questions de discipline ecclésiale, telles que l'excommunication.